# الطاولة رقم. 21
الطاولة رقم. 21 (بالإنجليزية: Table No. 21)‏ فيلم هندي من بطولة تينا ديصاي و راجيف كانديلوال والإخراج عاد لأديتيا دات والإنتاج لفيكي راجاني، تم صدور الفيلم في يونيو 2013، وقد عرف الفيلم ترحابا في شباك التذاكر.

## نبذة عن الفيلم
ثنائي متزوج أخذ عطلة وسافر إلى فيجي، وأثناء وصولها رحب بهم من طرف أصحاب الضيافة، ثم التقو بصاحب الفندق والذي اقترح عليهم مسابقة تمكنهم من ربح مبلغ مهم، وكانت شروط المسابقة عديدة، منها أن ستكون منقولة مباشرة على الأنترنت، كذلك أنه يجب عليهم قول الحقيقة فقط، فالكذب يخسرهم كل شيء، ومع تقدم المسابقة يصعب الأمر حتى وصلت لكشف حقائق كل واحد منها، من هذه الحقائق خيانة الزوجة لزوجها، ولكنها كذبت ولم تقم بكشف خيانتها لزوجها، فكان من الضروري تصحيح الوضع لاستمرارية المسابقة، واشترط على الزوج أن يقتل أحدهم، وكان المرغوب في قتله هو ابن مسير المسابقة وصاحب الفندق، ثم يكتشف الزوجان أن ابن صاحب الفندق هو تلميذ درس معهم في الجامعة والذي قامو بإزعاجه وضايقوه كثيرا حتى أنهم خلعو ثيابه وجردوه من شرفه، وأن صاحب الفندق كان ينتقم منهم عن ما فعلوه بابنه، لكنه لم يقتلهم بحجة أن العين بالعين يسبب الكره، وأن هذه الخطيئة التي ارتكبوها لن تفارقهم طول حياتهم.